# Ruda Pabianicka

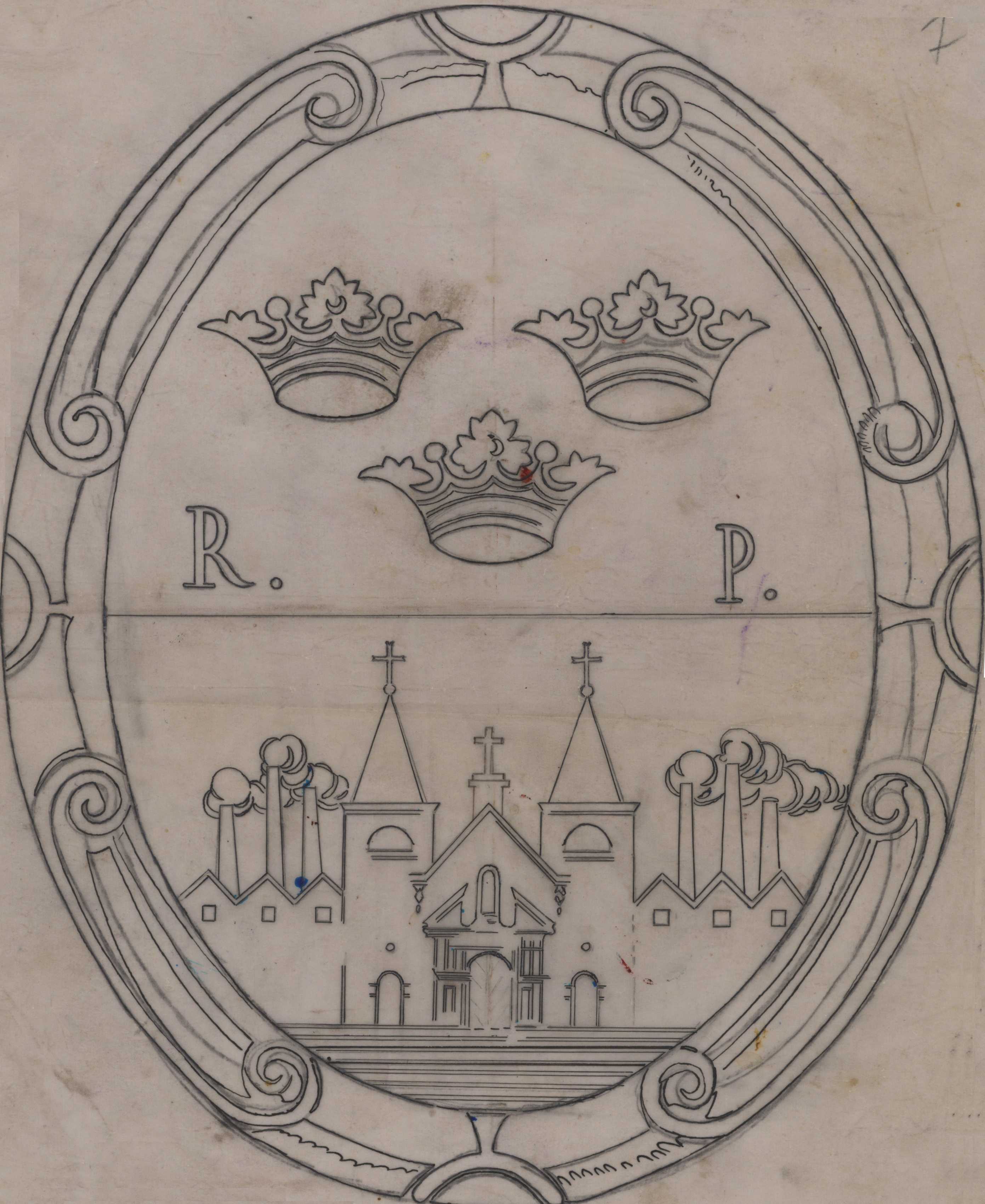
Stadtwappen von 1932

Ruda Pabianicka ist eine ehemalige Stadt, die heute zum Stadtteil Górna der zentralpolnischen Großstadt Łódź gehört.

## Geschichte
Ruda Pabianicka wurde im Jahre 1470 erstmals urkundlich erwähnt. Am 14. Februar 1923 erhielt der Ort das Stadtrecht. Von 1939 bis 1945 hieß die Stadt Litzmannstadt-Erzhausen. Im Jahre 1945 erhielt die Stadt den polnischen Namen Ruda Pabianicka.

## Gewässer
Durch Ruda Pabianicka fließt in nordnordwestliche Richtung der Ner. Südlich des Zentrums von Ruda Pabianicka weitet sie der Ner zu einem ca. 1.100 m langen und maximal ca. 150 m breiten See.
Daneben gibt es mehrere kleine Bäche die in den Ner münden:
- Gadka
- Jasień
- Olechówka

## Verkehrsanbindung

### Eisenbahn
Ruda Pabianicka ist über die Bahnstrecke Łódź–Dębica an das polnische Eisenbahnnetz angeschlossen. Der Bahnhof befindet sich am Nordostrand des Stadtteils.

### Straßenbahn
Die Straßenbahn Łódź verbindet Ruda Pabianicka mit dem Zentrum von Łódź und den anderen Stadtteilen. Am Nordwestrand von Ruda Pabianicka befindet sich das Straßenbahndepot Nr. 2. 

### Straßen
Ruda Pabianicka ist über die Nationalstraße 91 (Europastraße 75) an das europäische und polnische Fernstraßennetz angeschlossen. Daneben verbinden die Straßen 1117E, 1131E, 1138E, 1153E, 1195E, 1211E und 1230E Ruda Pabianicka mit dem polnischen Straßennetz.

### Flughafen
Am Nordwestrand von Ruda Pabianicka befindet sich der Władysław-Reymont-Flughafen Łódź.

## Krankenhaus
In Ruda Pabianicka befindet sich das Krankenhaus Wojewódzkiego Szpitala Specjalistyczny im. Mikołaja Kopernika.
Das Spital ist auf Traumatologie spezialisiert.

## Universität
In Ruda Pabianicka befindet sich ein Campus der Universität Łódź.

## Grünanlagen und Waldgebiete
In Ruda Pabianicka gibt es zahlreiche Grünanlagen und Waldflächen.
Am Nordostrand des Stadtteils befindet sich mit einer Höhe von 230 m über dem Meeresniveau und ca. 30 m über der Umgebung der Aussichtsberg Ruzka Góra (51° 42′ 30″ N, 19° 26′ 30″ O) mit der Sommerrodelbahn.

## Parks
- Las Ruda-Popioły w Łodzi
- Park im. 1 Maja w Łodzi
- Park przy ul. Konnej w Łodzi

## Kirchen
- Die Pfarrkirche St. Josef wurde in den Jahren 1937–1953 nach dem Entwurf des Architekten Wacław Kowalewski erbaut.
- Die Kirche der Heiligen Jungfrau Maria vom Tor der Morgenröte – Mutter der Barmherzigkeit wurde von 1928 bis 1935 nach dem Entwurf des Architekten Theodor Bursche für die evangelische Gemeinde erbaut und ist seit 1945 katholisch.

## Bildergalerie

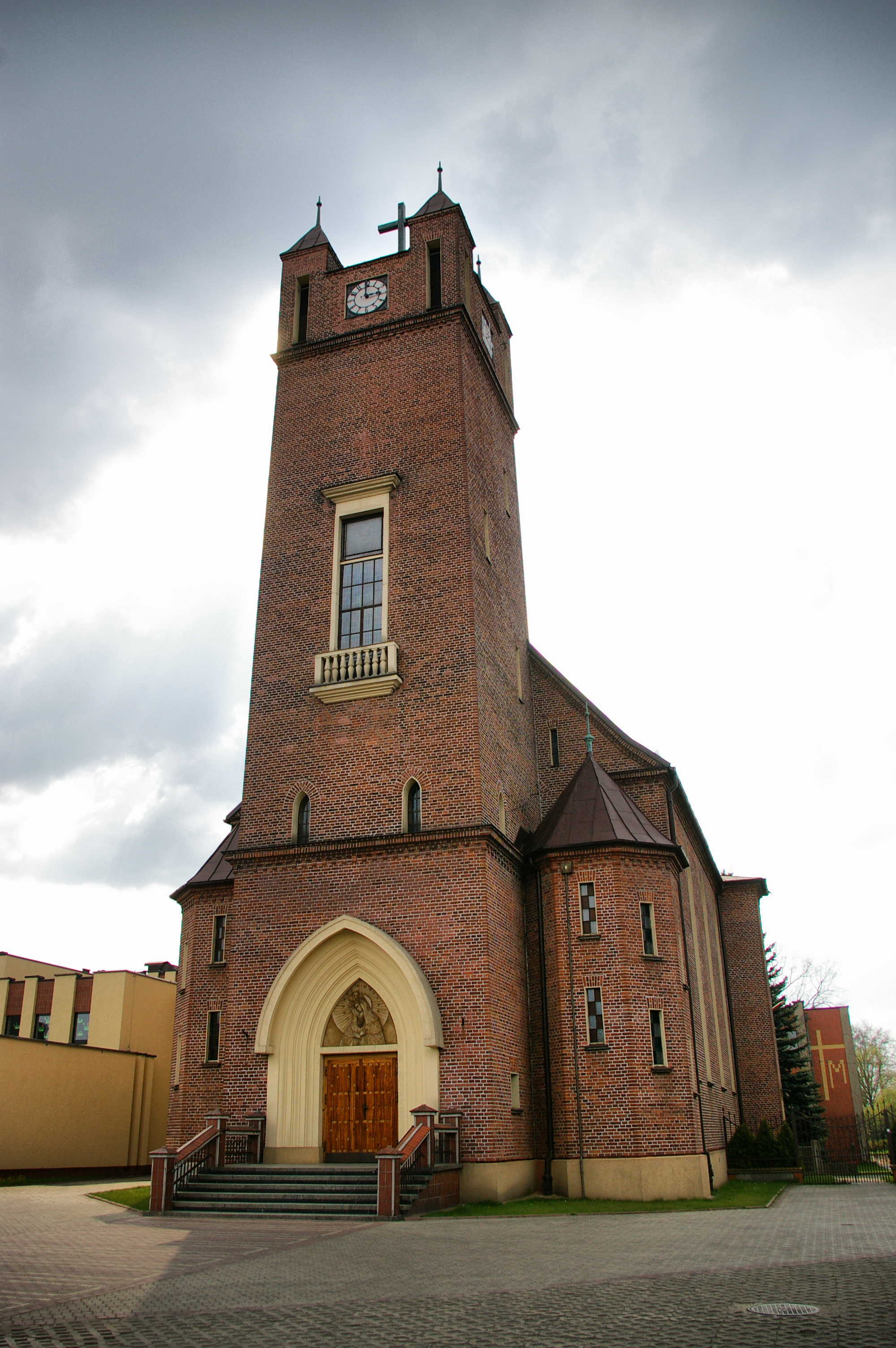
Kirche der Heiligen Jungfrau Maria vom Tor der Morgenröte – Mutter der Barmherzigkeit
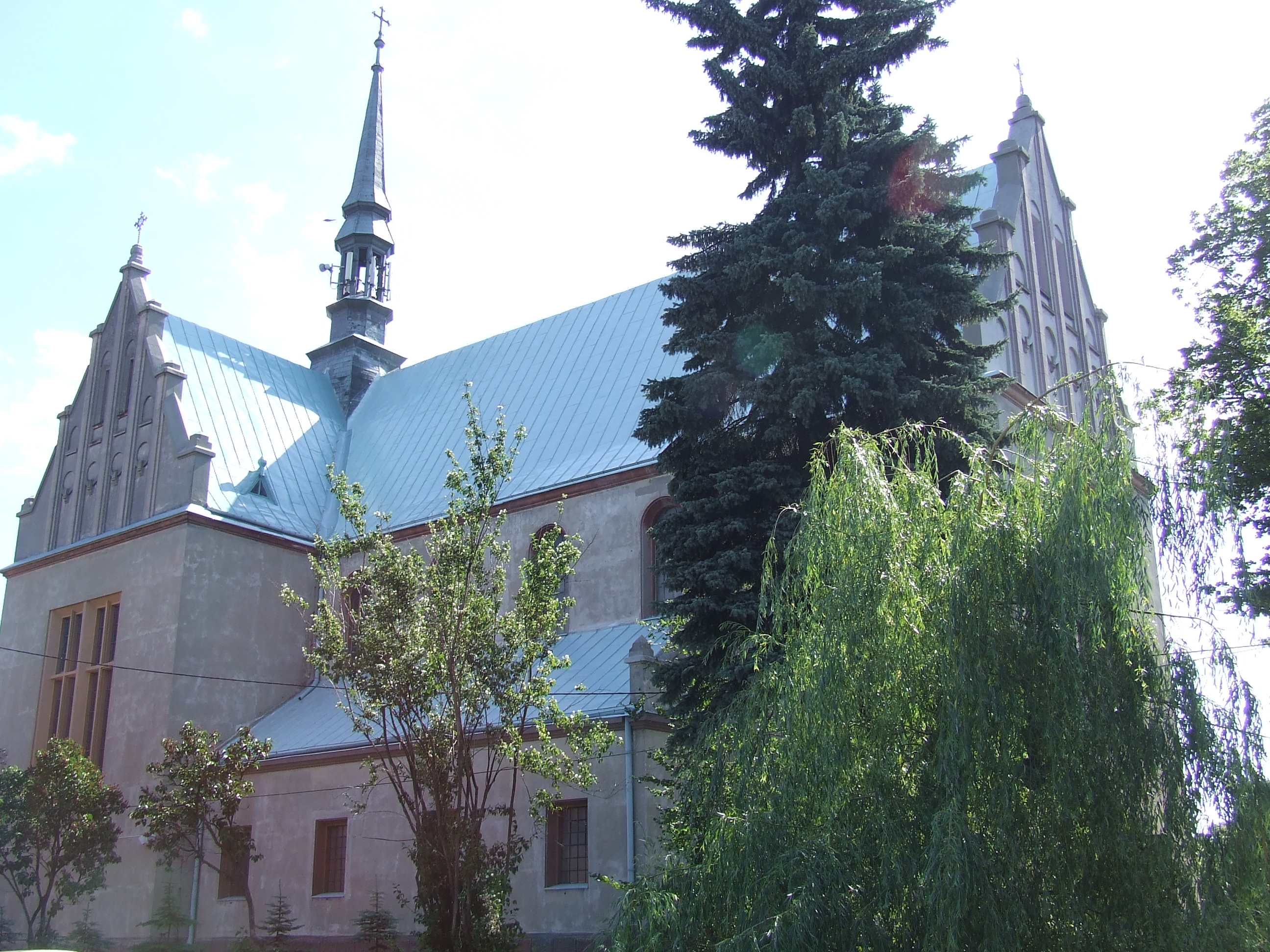
St.-Josef-Kirche
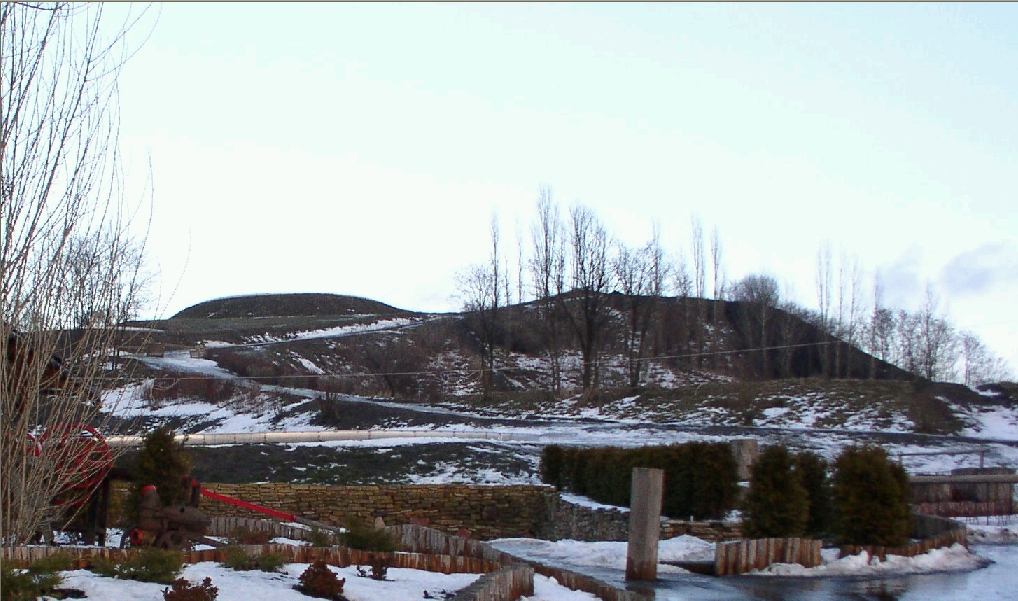
Ruzka Góra
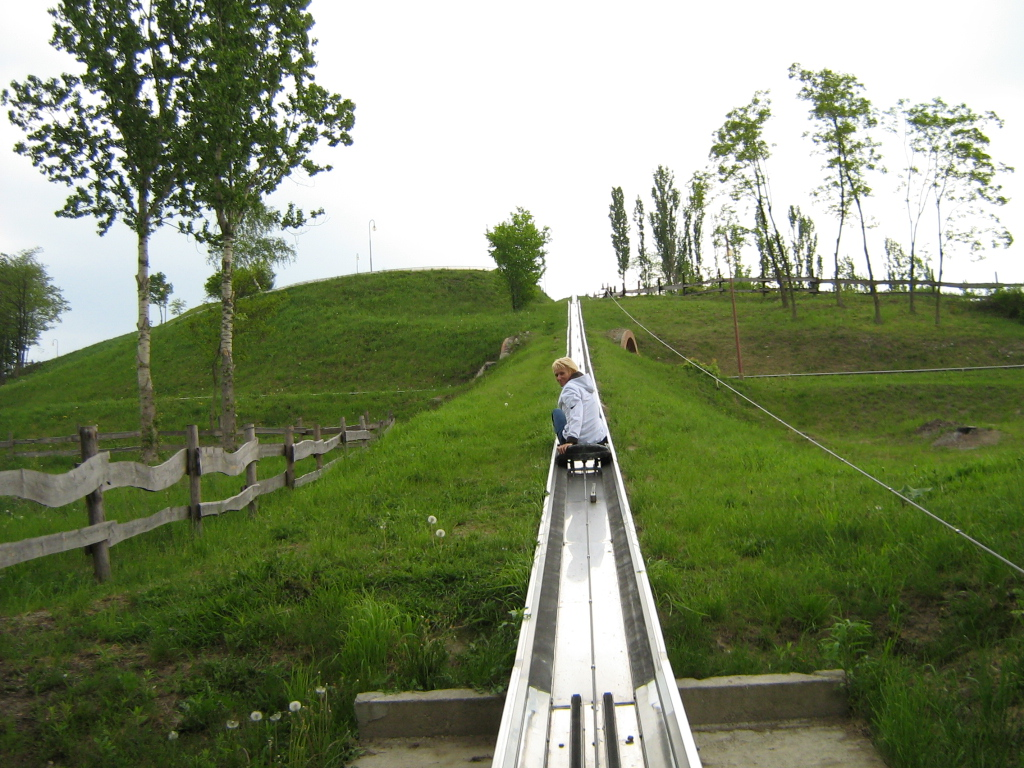
Sommerrodelbahn
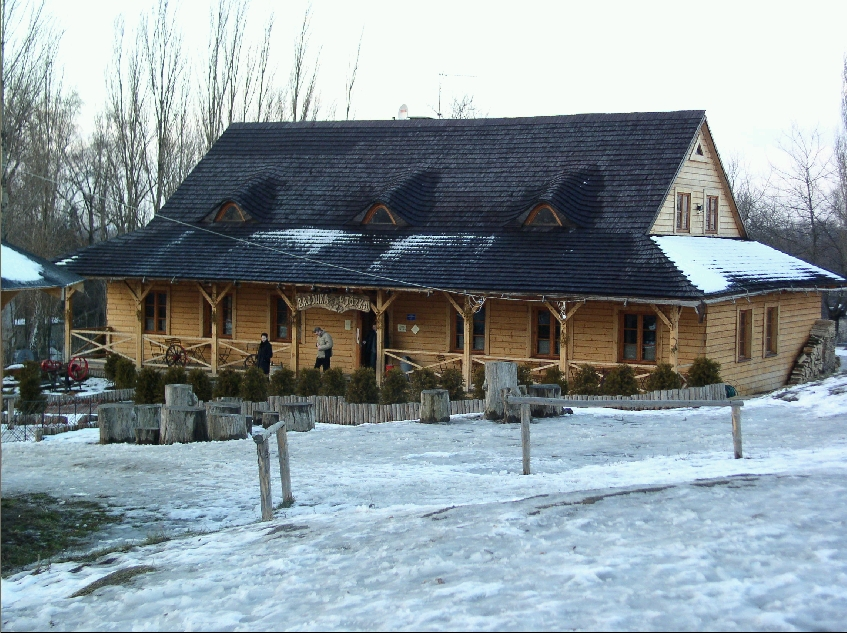
Restaurant
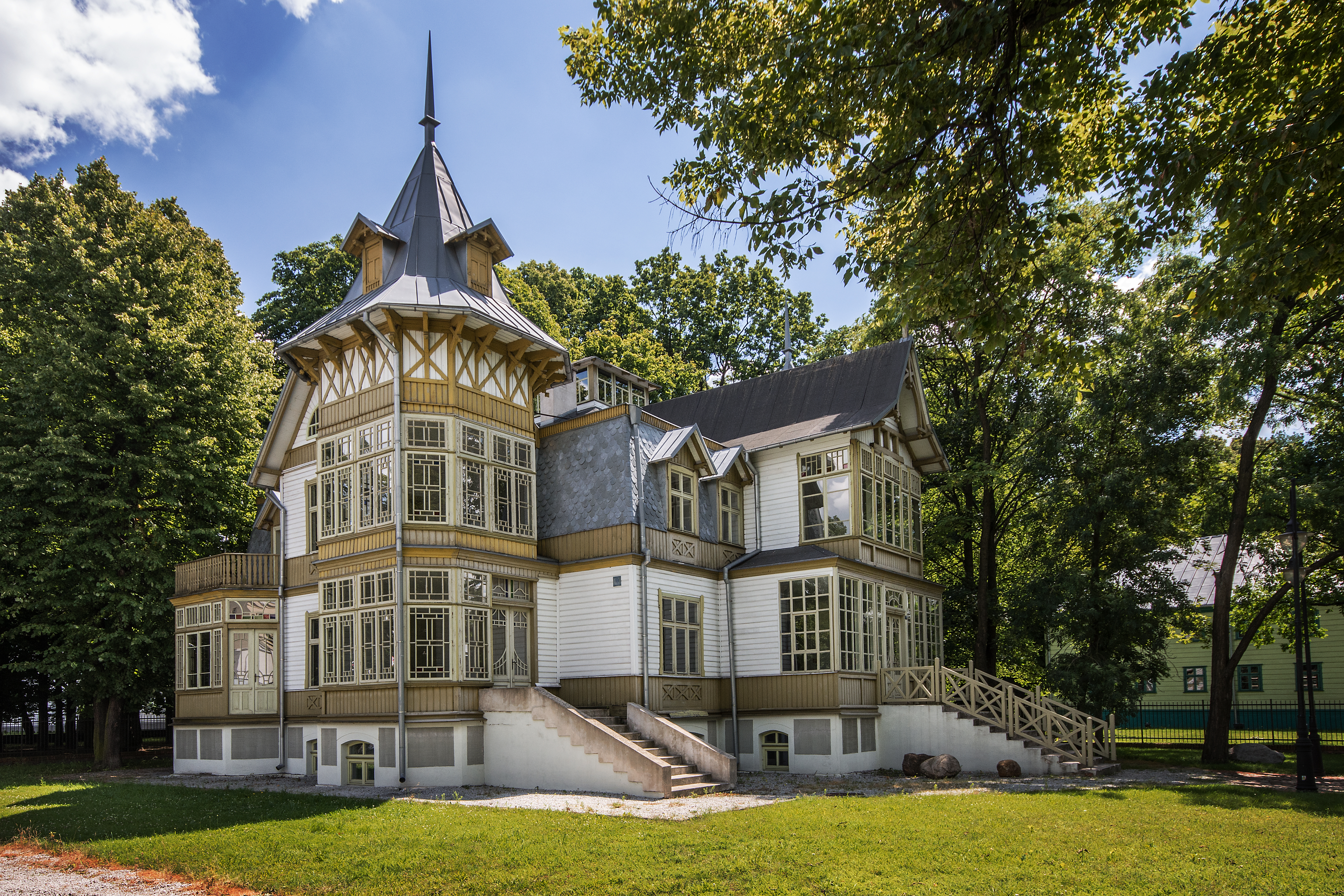
Villa Światłowski, erbaut Anfang 20. Jahrhundert
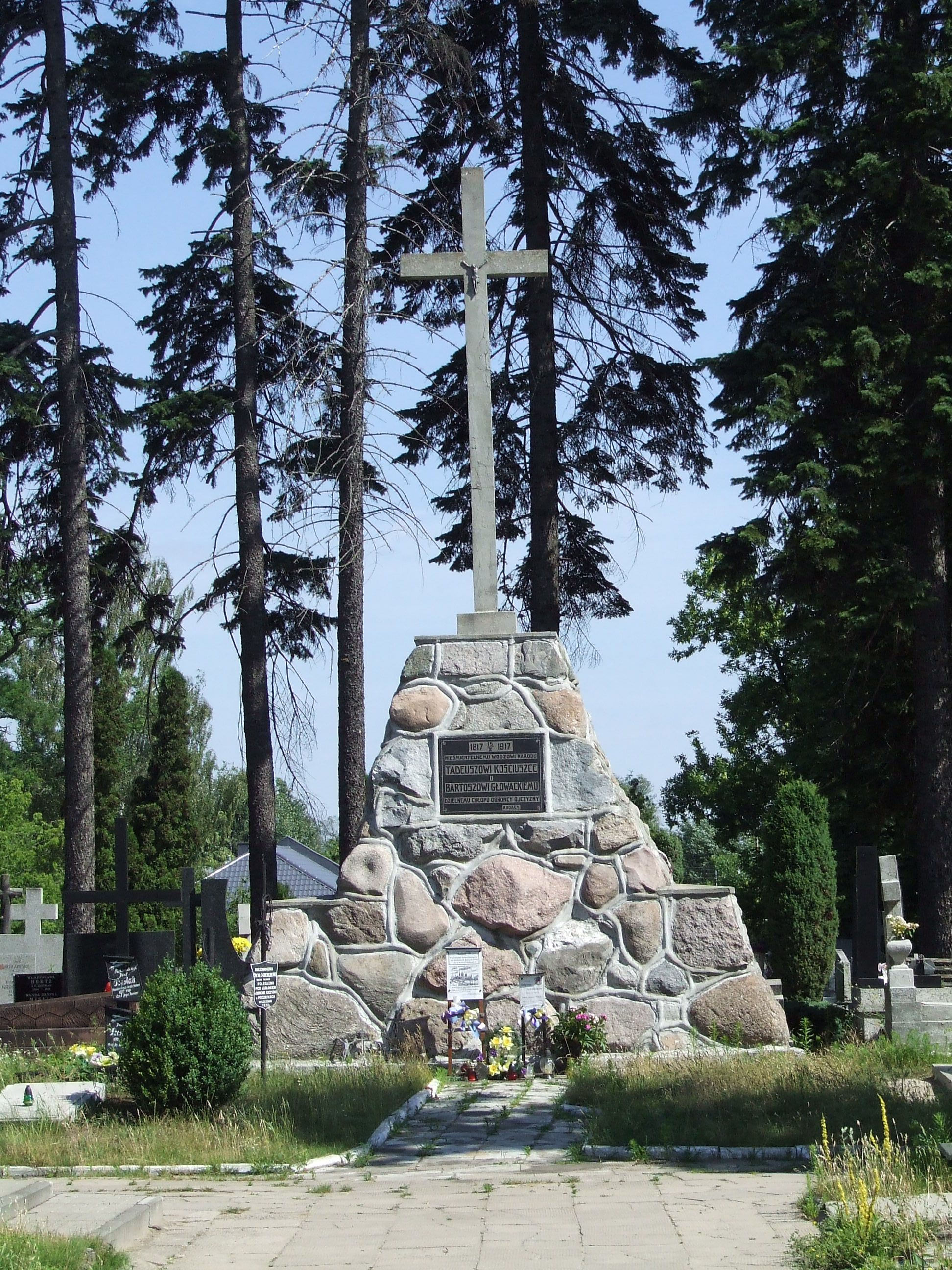
Denkmal für Tadeusz Kościuszko
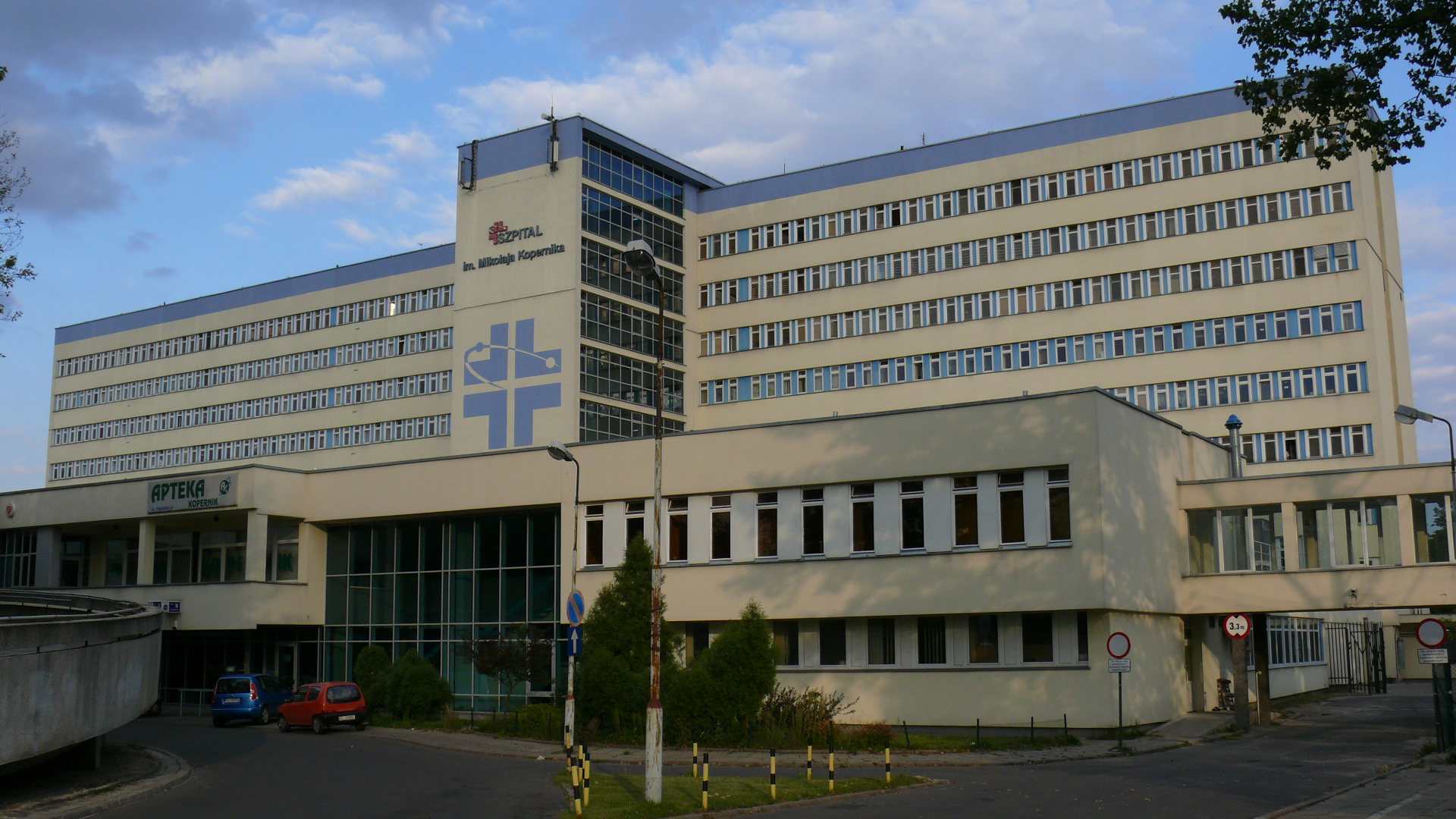
Krankenhaus Mikołaja Kopernika (2007)

## Persönlichkeiten
- Hubert Gottschling (1931–1990), deutscher Naturwissenschaftler, Poet und Künstler